# Артемівське родовище кам'яної солі
Арте́мівське родо́вище кам'яно́ї со́лі — родовище у Краматорському і Бахмутському районах Донецької області.
Розробляється з 1876. Відоме соляними потоками і джерелами з дуже давнього часу.
Першу шахту 1870 заклали О. П. Карпінський і Н. Д. Борисяк, вказавши на наявність тут великих покладів кам'яної солі.
До 1876 сіль добувалася випарюванням з соляних розсолів. До введення в експлуатацію цього родовища Російська імперія ввозила сіль (до 200 тис. т щорічно) з-за кордону. Тепер солерудники Бахмута дають щорічно понад 1,5 млн т. солі, що становило більше 1/3 союзного видобутку. Найбільші бахмутські солерудники розташовані на правому березі р. Мокрої Плотви (права притока р. Бахмутки) і пов'язані з нижньопермськими відкладами. На руднику № 3 розкрито 21 пласт солі при загальній їхній потужності 142,9 м (окремі пласти — від 0,25 м до 38,5 м).
Вздовж р. Бахмутки і Мокрої Плотви є понад 10 шахт, які розробляють головним чином три потужні пласти солі:
- Надбрянцевський (середня потужність 17 м),
- Брянцевський (середня потужність 38,5 м),
- Підбрянцевський (29 м).

Сіль Бахмутського родовища характеризується високою чистотою.
Вміст NaCl: 98 %.
Площа соленосності понад 170 км². Балансові запаси солі понад 5 млрд т. Промислове значення мають три пласти, потужність яких коливається від 14 до 47 м. Соленосна товща пов'язана з пермськими відкладами.
Усі процеси праці в шахті повністю механізовані.